# Генрі Вайлд
Лейтенант Генрі Тінгл Вайлд (англ. Henry Tingle Wilde; 21 вересня 1872 — 15 квітня 1912) — англійський морський офіцер, був старшим корабельним офіцером «Титаніка» під час його єдиного рейсу. Загинув у ніч катастрофи лайнера. За показами окремих свідків, здійснив самогубство.

## Біографія
Генрі Вайлд народився 21 вересня 1872 року у Волтоні, передмісті Ліверпуля, Англія, в сім'ї Генрі Тінгла Вайлда-старшого та Елізабет Тінгл. У підлітковому віці розпочав виходи у море. Навчався у ліверпульському товаристві «Messrs. James Chambers & Co.». Навчання розпочав на судні «Замок Грейсток» 23 жовтня 1889 року, закінчив 22 жовтня 1893 року, отримавши посаду третього помічника капітана. Згодом він перейшов на судно «Замок Горнсбі».
У 1895 році Вайлд став третім, а згодом і другим помічником на пароплаві «S.S. Brunswick». У 1896 році перейшов на борт «Європи». З липня 1897 року працював на компанію White Star Line. Розпочавши службу із молодшого офіцера, Вайлд мав стабільний кар'єрний ріст, працюючи на кількох суднах компанії. У грудні 1910 року у його сім'ї сталася трагедія — померли його дружина та двоє синів-близнюків Арчі та Ричард. У серпні 1911 року Генрі Вайлд став старшим офіцером на «Олімпіку», де капітаном був Едвард Джон Сміт.

### Служба на «Титаніку»
3 квітня 1912 року лейтенант Вайлд на прохання Едварда Сміта був переведений з «Олімпіка» на «Титанік», де призначений старшим корабельним офіцером, що змістило офіцерський склад на судні, в результаті чого призначений напередодні Девід Блейр покинув його. У ніч катастрофи лайнера 15 квітня 1912 року офіцер був залучений до операції з евакуації пасажирів. Його загибель обросла рядом версій, за однією із яких, у результаті сутички на шлюпковій палубі він застрелив двох пасажирів, після чого застрелився сам.